# Von Blumen und Bäumen
Von Blumen und Bäumen ist ein US-amerikanischer Zeichentrickfilm von Burt Gillett aus dem Jahr 1932. Es war der erste Film, der mit dem Oscar in der Kategorie „Bester animierter Kurzfilm“ ausgezeichnet wurde.

## Handlung
Ein Frühlingstag beginnt. Die Bäume erwachen, die Blumen waschen sich im See und treiben Frühsport, Pilze schießen aus dem Boden und ein Tausendfüßer beginnt sein Tagwerk. Während ein Laubbaummann vorsichtig eine Laubbaumfrau weckt, ist ein älterer Baumstumpf mürrisch, geweckt zu werden. Auf seinen toten Ästen sitzen Geier, in ihm erwachen Fledermäuse und unweit liegt ein Tierschädel.
Der Laubbaummann beginnt, die Laubbaumfrau mit Harfenmusik zu umgarnen. Während sie sich geschmeichelt ziert und von ihm weicht, schleicht sich der alte Baumstumpf heran und will sie entführen. Der Laubbaummann greift ein und rettet die Laubbaumfrau. Es kommt zum Stockkampf zwischen beiden Rivalen, bei dem der Baumstumpf unterliegt. Er rächt sich, entfacht ein Feuer und setzt Teile der Gegend in Brand. Entsetzt ziehen sich die Pilze ins Erdreich zurück, die Glockenblumen schlagen Alarm, kleine Nadelbaumsprösslinge suchen Schutz bei ihrer Mutter, während andere Blumen Löschversuche unternehmen. Vögeln gelingt es schließlich, die Wolken zu durchbohren und so Regen zu verursachen, der das Feuer löscht. Der Baumstumpf ist Opfer seiner eigenen Tat geworden: Das Feuer hat ihn erfasst und verbrannt.
Laubbaummann und Laubbaumfrau sind unversehrt geblieben. Er hält um ihre Hand an und sie nimmt seinen Antrag an. Als Ehering streift er ihr den zusammengerollten Tausendfüßer über den Zweigfinger, der die Laubbaumfrau begeistert anstrahlt. Am Ende krönt ein Regenbogen die Hochzeit.

## Produktion
Von Blumen und Bäumen erschien am 30. Juli 1932 in der Walt-Disney-Reihe Silly Symphonies. Die Premiere fand am Vortag in Sid Graumans Chinese Theatre in Los Angeles statt. Von Blumen und Bäumen diente dabei als Vorfilm für Strange Interlude mit Clark Gable.
Von Blumen und Bäumen war ursprünglich als Schwarzweißfilm geplant, wurde dann jedoch der erste Disney-Film, der testweise im neuen 3-Farben-Druck von Technicolor entstand. Dieses Verfahren führte im Vergleich zu den älteren Methoden von Technicolor erstmals zu natürlichen Farben in Filmen. Von Blumen und Bäumen wurde ein kommerzieller Erfolg und Vorreiter für folgende vollkolorierte Trickfilme. Er verhalf zudem der Disney-Trickfilmreihe Silly Symphonies zu Popularität.
Der Film erschien im deutschsprachigen Raum 2004 im Rahmen der DVD-Serie Walt Disney Kostbarkeiten, wo er erstmals den deutschen Titel Von Blumen und Bäumen erhielt.

## Auszeichnung
Von Blumen und Bäumen wurde 1932 mit dem Oscar in der Kategorie „Bester animierter Kurzfilm“ ausgezeichnet.